# Jevgeni Malkin
Jevgeni Vladimirovitsj Malkin (Russisch: Евгений Влади́мирович Малкин) (Magnitogorsk, 31 juli 1986) is een Russisch ijshockeyspeler. Hij speelt voor de Pittsburgh Penguins.

## Carrière
Malkin speelde van 2003 tot 2006 voor Metalloerg Magnitogorsk. Hij werd als tweede gekozen tijdens de NHL entry draft van 2004 achter Aleksandr Ovetsjkin. Op 18 oktober maakte hij zijn eerste doelpunt tegen de New Jersey Devils. In 2009 won hij de Stanley Cup en werd hij verkozen tot MVP van de play-offs. Malkin behoort tot de beste spelers van zijn generatie. Hij won al eens de prijs voor topscorer van het jaar en hoort bij het selectie clubje van spelers met meer dan 1250 punten. Hij speelde zijn hele carrière voor Pittsburgh, behalve tijdens de lockout in het seizoen 2012-2013. Toen speelde hij een half seizoen terug bij Magnitogorsk.

## Persoonlijke prijzen
- 2006/2007 - Calder Memorial Trophy
- 2008/2009 - Art Ross Memorial Trophy
- 2011/2012 - Art Ross Memorial Trophy
- 2011/2012 - Hart Memorial Trophy
- 2011/2012 - Lester B. Pearson Award

- Library of Congress Control Number: no2010005903
- Virtual International Authority File: 106869993
- WorldCat: E39PBJvhqP43fcpdBCqKxcxhpP